# Liste der Ramsar-Gebiete in Slowenien
Ramsargebiete sind nach der 1971 geschlossenen Ramsar-Konvention Schutzgebiete für Feuchtgebiete von internationaler Bedeutung, nach der Absicht des internationalen völkerrechtlichen Vertrags insbesondere als Lebensraum für Wasser- und Watvögel.
In Slowenien sind 3 Gebiete nach dem Ramsarabkommen ausgewiesen, mit etwa 82 km².

## Das Ramsarabkommen im slowenischen Naturschutzrecht
Slowenien ist dem Abkommen mit 25. Juni 1991 einschließlich der Amendments (Ergänzungen) der Extraordinary Conference of the Contracting Parties in Regina, Kanada, von 1987 (Regina Amendments, in Kraft getreten 1. Mai 1994), beigetreten.

## Liste der Ramsargebiete
Lage … Region, Gemeinde; mit Koordinate (G.)
| Nr.  | Bezeichnung                                                                              | Bild | Lage (G.)                   | ha (Fl.) | seit          | Anmerkungen (Sort.) |
| ---- | ---------------------------------------------------------------------------------------- | ---- | --------------------------- | -------- | ------------- | --- |
| 1600 | Cerkniško jezero z okolico (Lake Cerknica and its environs; Zirknitzer See und Umgebung) |      | Notranjsko-kraška, Cerknica | 7250     | 19. Jan. 2006 | enthält SPA/VS Cerkniško jezero (SI5000015, 3620 ha); in GGB/FFH und EPO Notranjski trikotnik (SI3000240, 152 km², EPO ID:31300), Notranjski RP (1815, 222,8 km²), NV Cerkniško polje (national, ID:30 V), EPO Osrednje območje življenjskega prostora velikih zveri (ID:80000, Kernlebensraum der großen Beutegreifer); enthält etliche weitere EPO |
| 586  | Sečoveljske soline (Secovlje salt pans; Salinen Sečovlje)                                |      | Obalno-kraška, Portorož     | 650      | 3. Feb. 1993  | Salinenmuseum; SPA/VS (SI5000018, 1020 ha), KP (1814, 721 ha) NV (national, ID:270 V); EPO Sečoveljske soline s Sečo (ID:75200); in GGB/FFH Sečoveljske soline in estuarij Dragonje (SI3000240) |
| 991  | Škocjanske jame (Skocjan Caves; Höhlen von Škocjan)                                      |      | Obalno-kraška, Divača       | 305      | 21. Mai 1999  | WHS (Nr. 390, 413 ha), RP (ID:3896, 413 ha) und NV (national, ID:312 V); in IBA (SI003, 578 km²), GGB/SPA (SI3000276/SI5000023, 619 km²) und EPO (ID:51100) Kras; enthält etliche weitere EPO |

Stand: 7/2013, Quelle ramsar.org
(G.) Koordinaten nach ramsar.org (Koordinatenmitte)
(Fl.) Fläche nach ramsar.org oder Datenblatt, Flächenangaben je nach Maßstab/Zeit der Aufnahme abweichend
(Sort.) Sortierbar nach internationalem/nationalem und sonstigem Schutz/alleiniger Schutzstellung